# Galleriet Klovićpalatset
Galleriet Klovićpalatset (kroatiska: Galerija Klovićevi dvori) är ett konstgalleri i Zagreb, Kroatien. Galleriet är uppkallat efter den kroatiska illuminatören och miniatyrmålaren Julije Klović och ligger i en 1600-talsbyggnad, tidigare ett jesuitkloster, i Övre staden. I samma byggnad ligger även två mindre gallerier; Galleri Gradec och Lotrščaktornets utställningslokaler. 

## Historia
Galleriet grundades 1980 och den 15 mars 1982 invigdes dess nyinredda och för ändamålet anpassade lokaler i det gamla jesuitklostret i Övre staden. Till en början var det tänkt att det skulle hysa Ante och Wiltrud Topić Mimaras konstsamling. Konstsamlingens tillfälliga frånvaro ledde till att galleriet kompenserade frånfället med en egen utställning bestående av verk av Albrecht Dürer, Oton Gliha och Dušan Džamonja. Denna och följande utställningar skönjde stora framgångar. 1987 öppnade Mimaramuseet för att hysa Ante och Wiltrud Topić Mimaras konstsamling vilket ledde till att galleriet fick en ny position. Idag hör Klovićpalatset till ett av de främsta gallerierna i Kroatien. 

## Utställningar
I galleriet finns sex permanenta utställningar som omfattar verk av bland annat Vinko Perčić, Oskar Herman, Slavko Kopač, Josip Crnobori och Josip Rastek.       

## Byggnaden
Galleriet Klovićpalatset ligger i det tidigare jesuitklostret vid Jesuittorget (Jezuitski trg) i Övre staden. Byggnaden står vid Sankta Katarinas kyrka och dess uppförande påbörjades under andra hälften av 1600-talet och fortgick i etapper till 1820-talet. Det fyrsidiga byggnadskomplexet har ett oregelbundet atrium. Byggnaden består av två historiskt och arkitektoniskt skilda delar, nämligen klostret från 1600-talet och det medeltida stadstornet som är inbyggt i det tidigare klostret. Det kvadratiska tornet uppfördes i mitten av 1200-talet och har närmare 2 m tjocka väggar. På så sätt påminner det om de två övriga stadstornen i Gradec; Lotrščaktornet och Prästtornet.  
Det gamla jesuitklostrets yttre fasad liksom fasaderna mot innergården är rikt dekorerade. Den västra portalen bär stildrag från renässansen medan den andra portalen, idag galleriets entré, uppfördes 1783-1784 och bär stildrag från högbarocken. 
Under perioden 1973-1984 skedde vissa yttre och inre tillbyggnader för att anpassa det tidigare klostret för galleriets verksamhet. Arbetena leddes av arkitekterna Igor Emilia och Vahid Hodžić.